# Сентінел (Оклахома)
Сентінел (англ. Sentinel) — місто (англ. town) в США, в окрузі Вошіта штату Оклахома. Населення — 763 особи (2020).

## Географія
Сентінел розташований за координатами 35°9′26″ пн. ш. 99°10′25″ зх. д. / 35.15722° пн. ш. 99.17361° зх. д. (35.157089, -99.173476).  За даними Бюро перепису населення США в 2010 році місто мало площу 1,59 км², уся площа — суходіл.

## Демографія
Згідно з переписом 2010 року, у місті мешкала 901 особа в 361 домогосподарстві у складі 240 родин. Густота населення становила 565 осіб/км².  Було 410 помешкань (257/км²).
Расовий склад населення:
| - 76,6 % — білих - 3,7 % — корінних американців - 0,1 % — чорних або афроамериканців - 14,7 % — осіб інших рас |

До двох чи більше рас належало 5,0 %. Частка іспаномовних становила 20,6 % від усіх жителів.
За віковим діапазоном населення розподілялося таким чином: 27,9 % — особи молодші 18 років, 56,2 % — особи у віці 18—64 років, 15,9 % — особи у віці 65 років та старші. Медіана віку мешканця становила 37,5 року. На 100 осіб жіночої статі у місті припадало 101,1 чоловіків;  на 100 жінок у віці від 18 років та старших — 98,2 чоловіків також старших 18 років.
Середній дохід на одне домашнє господарство  становив 50 702 долари США (медіана — 38 409), а середній дохід на одну сім'ю — 60 377 доларів (медіана — 47 059). За межею бідності перебувало 21,6 % осіб, у тому числі 33,2 % дітей у віці до 18 років та 21,5 % осіб у віці 65 років та старших.
Цивільне працевлаштоване населення становило 366 осіб. Основні галузі зайнятості: освіта, охорона здоров'я та соціальна допомога — 23,2 %, сільське господарство, лісництво, риболовля — 15,0 %, роздрібна торгівля — 11,2 %, публічна адміністрація — 9,8 %.